# Kiehimänjoki
Kiehimänjoki – krótka rzeka w Finlandii w regionie Kainuu. Wypływa z jeziora Iijärvi na granicy gmin Paltamo i Ristijärvi, a uchodzi do Oulujärvi w centrum Paltamo. Ma 16 km długości.